# Притулок (фільм)
«Притулок» (ісп. El Orfanato, 2007) — іспансько-мексиканська містична драма, дебютна робота іспанського режисера Хуана Антоніо Байони. Прем'єра фільму відбулась 20 травня 2007.

## Сюжет
37-річна Лаура разом із своїм чоловіком Карлосом та їх дитиною Симоном переїжджають в старий непрацюючий притулок, де виховувалася сама Лаура, і вирішують відтворити минуле, організувавши притулок для дітей з різними відхиленнями, але на святі відкриття при загадкових обставинах пропадає Симон, а до цього Лаура бачила серед гостей дивного хлопчика з мішком на голові.
Після зникнення Симона організовуються пошуки, проте це не приносить результатів. За цей час у будинку відбуваються дивні речі, які і наштовхують Лауру на розгадку зникнення Симона. Лаура запрошує до хати медіума, який, під час сеансу, бачить безліч дітей, що мучаться і кричать. Тоді Лаура, згадуючи як грала із Симоном на перший погляд у дитячу гру, вирішує знову зіграти в неї, намагаючись знайти Симона.

## У ролях
- Белен Руеда — Лаура
- Фернандо Кайо — Карлос
- Роджер Прінцеп — Сімон
- Мейбл Рівера — Пілар
- Джеральдіна Чаплін — Аврора (медіум)